# 静野ももか
静野 ももか（しずの ももか、1月26日 - ）は、日本の女性声優。主にアダルトゲームに声をあてている。「静野 百香」「静野 桃香」と表記されることもある。別名義は「沖 静香」。

## 出演
太字は主役・メインキャラクター。

### アダルトアニメ
- 市（横田奈美[1]、石井由香[1]）
- CONCERTO.（2001年、司会のお姉さん）
- 凌辱女子学園（2003年、小泉千里）
- 流聖天使プリマヴェール（2006年、チカちゃん）

### アダルトゲーム
1999年
- ぬれぎぬ（黒木奈美子[1]）
- 自慰—覗きの報酬—（伊達朋子[1]、良美[1]）
- 淫声〜うたごえ〜（小野静[1]）
- Xchange2（大村ひな子[1]）

2000年
- 自慰2 仔羊達の眠れない夜（奥田玲佳[1]）
- 雪ほたる（柏原なずな[1][2]、楠木由紀子[1][2]）

2001年
- 復讐〜凌辱の刃〜（女子高生3）
- 夜想文化祭（真野あゆみ[1]）
- CONCERTO.（モモカ[3]）
- 駅弁（内野幕子）
- Sacrifice～制服狩り～（小田島小里）

2002年
- 凌辱女子学園（小泉千里）

2003年
- 想い出の還る場所（小畑千晶[4]）
- GUISARD ～僕らは想いを身に纏う～（山風桃香）
  - GUISARD・SHUFFLE ～僕らは想いを解き放つ～（山風桃香）

2004年
- Eighteen〜美少女痴漢遊戯〜（仲原真奈美）

2005年
- 黎明のラヴェンデュラ（エイダ・スコフィールド[5]）
- 姦狩～凌辱報告書～（女教師）

2006年
- 愛玩隷嬢〜Doll〜（岩崎優美[6]）
- BALDR BULLET "REVELLION"（テレジア・アニシナ[7]）

2007年
- Xross Scramble（テレジア・アニシナ）

2008年
- FairlyLife（有栖川京華[8]）

### 一般向ゲーム
- あすは恋して Prime Beat Planet（2000年、芹沢夕日）
- GUISARD Revolution ～僕らは想いを身に纏う～（2005年、山風桃香）

## ディスコグラフィ

### キャラクターソング
| 発売日       | 商品名                     | 歌                                                               | 楽曲       | 備考                                    |
| ------------ | -------------------------- | ---------------------------------------------------------------- | ---------- | --------------------------------------- |
| 2001年8月3日 | CONCERTO.〜ソング＆BGM集〜 | 村上仁美、長崎みなみ、芹園みや、静野ももか、赤威林檎、七瀬ゆるみ | 「season」 | PCゲーム『CONCERTO.』エンディングテーマ |

### 未音源化楽曲
- PCゲーム『夜想文化祭』（2001年）
  - オープニングテーマ「ピカピカの恋がしたいの」
  - エンディングテーマ「ふたり」
- PCゲーム『Toon』（2003年）
  - 主題歌「Shining summer」